# Kryzys czerwcowy
Kryzys czerwcowy – wydarzenia w czerwcu (jul.) 1917, związane z konfliktem między anarchistami Piotrogodzkimi a Rządem Tymczasowym.
Pogarszająca się sytuacja ekonomiczna ludności, niezadowolenie z powodu trwającej wojny, braku pozytywnie odczuwanych przez ludność reform, oraz odbywający się wówczas I Ogólnorosyjski Zjazd Rad Delegatów Robotniczych i Żołnierskich, zmobilizowały bolszewików do podjęcia decyzji o zorganizowaniu demonstracji w dniu 28 maja (10 czerwca jul.), w siedem dni po rozpoczęciu I Zjazdu Rad. 
Do przygotowywanej demonstracji postanowili przyłączyć się anarchiści, którzy 23 maja (5 czerwca jul.) 1917 zajęli drukarnię burżuazyjnej gazety Rosyjska Wola (Русская воля) pod wodzą J. Blejchmana , sekretarza piotrogradzkiej federacji anarchokomunistów. Już 24 maja (6 czerwca jul.) bolszewicki Komitet Centralny debatował nad wyprowadzeniem na ulicę 40 tysięcy uzbrojonych żołnierzy i czerwonogwardzistów. Wobec zdecydowanie negatywnego stanowiska Zjazdu i Rady Piotrogrodzkiej, bolszewicy wycofali się z planów demonstracji. Rząd Tymczasowy postanowił wykorzystać nadarzającą się okazję i osłabić anarchistów. 
25 maja minister sprawiedliwości wydał zarządzenie aby w ciągu 24 godzin usunąć anarchistów z ich siedziby - willi Durnowo (dawna willa carskiego ministra Durnowa) w dzielnicy Wyborskiej. Wydarzenia te zostały odebrane przez robotników jako atak na nich, w związku z czym doszło do strajków, 26 maja zastrajkowały cztery przedsiębiorstwa, a dzień później już dwadzieścia osiem. Ostatecznie rząd wstrzymał swoje decyzje do 6 czerwca.
27 maja anarchokomuniści zorganizowali konferencję przedstawicieli fabryk i jednostek wojskowych, brało w niej udział 95 delegatów, Konferencja powołała Tymczasowy Komitet Rewolucyjny, w skład którego weszli, oprócz anarchistów, także bolszewicy. Wyznaczono termin demonstracji, miał nim być 28 maja (czyli w terminie demonstracji bolszewickiej). W związku z incydentem wokół willi Durnowo oraz narastającym ruchem strajkowym, kierownictwo bolszewickie postanowiło przyspieszyć prace nad demonstracją. Jednocześnie Zjazd wydał zakaz organizowania demonstracji, uznając, że jego naruszenie będzie uznane za wrogość wobec rewolucji. Decyzje te zostały uznane przez anarchistów i bolszewików, ci ostatni powstrzymali marynarzy kronsztadzkich przed przybyciem do Piotrogrodu. Demonstracja została przesunięta na 5 czerwca, przy czym została przeprowadzona przez wszystkie partie i polityczne popierające Radę.
Kierowany przez anarchistów Tymczasowy Komitet Rewolucyjny, wydał decyzję o przeprowadzeniu 1 czerwca własnej zbrojnej demonstracji, zostało to przyjęte niechętnie przez wszystkie inne partie, ostatecznie przygotowywana demonstracja nie odbyła się.
5 czerwca przeprowadzono pokojową ogólnopartyjną demonstrację, w trakcie jej trwania anarchokomuniści przeprowadzili atak na więzienie i uwolnili siedmiu swoich stronników. Dzień później rząd wysłał oddział żołnierzy do siedziby anarchistów, którzy ich aresztowali. W czasie pacyfikacji budynek został zdemolowany a jedna osoba zabita. Wobec poparcia udzielonego przez robotników anarchistom rząd nie przeciwstawiał się powrotowi anarchistów do willi, twierdził jednak, co potwierdziła Rada Piotrogrodzka, że Asnin (zabity anarchista) popełnił samobójstwo, a willę zdemolowali nieznani sprawcy po wyjściu stamtąd wojska.
Kryzys czerwcowy miał wpływ na wydarzenia lipcowe, będące próbą obalenia Rządu Tymczasowego.